# IC 3478
IC 3478 ist eine Linsenförmige Galaxie vom Hubble-Typ SB0 im Sternbild Coma Berenices am Nordsternhimmel. Sie ist schätzungsweise 82 Millionen Lichtjahre von der Milchstraße entfernt und hat einen Durchmesser von etwa 20.000 Lichtjahren. Unter der Katalognummer VCC 1453 wird sie als Mitglied des Virgo-Galaxienhaufens gelistet.
Im selben Himmelsareal befinden sich u. a. die Galaxien NGC 4501, IC 3442, IC 3476, PGC 41515.
Das Objekt wurde am 22. November 1900 von Arnold Schwassmann entdeckt.